# Fabiusz Plancjades Fulgencjusz
Fabiusz Plancjades Fulgencjusz, łac. Fabius Planciades Fulgentius – rzymski pisarz działający na przełomie V i VI wieku, leksykograf i mitograf.
Pochodził z Afryki Północnej. Od czasów średniowiecznych przez część autorów błędnie utożsamiany jest z biskupem Fulgencjuszem z Ruspe. 
W liczącym trzy księgi dziele Mythologiae zawarł alegoryczną interpretację mitów greckich w duchu filozofii neoplatońskiej i stoickiej, nadając im wymowę racjonalizującą lub moralizatorską, jego objaśnienia etymologiczne często są jednak fantastyczne lub zgoła absurdalne. Podobnej, alegorycznej interpretacji Eneidy Wergiliusza dokonał w dziele Expositio continentiae Virgilianae, utrzymanym w formie dialogu autora z cieniem poety. W Expositio sermonum antiquorum zawarł objaśnienia rzadkich, 62 dawnych wyrazów łacińskich, powołując się na cytaty z wcześniejszych autorów. Był również autorem De aetatibus mundi et hominis, wykładu historii powszechnej od czasów Adama i Ewy do powstania cesarstwa rzymskiego, podzielonej na 23 okresy. W każdej z ksiąg używał słów pozbawionych kolejnej litery z alfabetu łacińskiego. Do czasów współczesnych dzieło to zachowało się do księgi XIV, w której opuszczana jest litera o. Przypisywany mu alegoryczny komentarz do Tebaidy Stacjusza najprawdopodobniej nie jest jego autorstwa.
Pisma Fulgencjusza wywarły wpływ na alegoryczną wykładnię mitów klasycznych oraz zastosowanie jej narzędzi do alegorycznej interpretacji tekstu biblijnego, powoływali się na niego m.in. Bernard z Chartres, Jan z Salisbury i Sigebert z Gembloux.